# جنوب السودان في الألعاب الأولمبية
شارك جنوب السودان لأول مرة في الألعاب الأولمبية في عام 2016، وواصل المشاركة في جميع دورات الألعاب الأولمبية الصيفية منذ ذلك الحين. لم يشارك في الألعاب الأولمبية الشتوية. في أول دورتين، 2016 و2020، شارك جنوب السودان فقط في ألعاب القوى، وفي 2024 شارك أيضًا في كرة السلة.

## التاريخ
كان جنوب السودان جزءًا من السودان حتى عام 2011، حين نال الاستقلال عبر استفتاء. شارك السودان في الألعاب الأولمبية منذ عام 1960. ووفقًا لقواعد اللجنة الأولمبية الدولية، لم يكن يحق للجنة جنوب السودان الأولمبية الانضمام إلى اللجنة الدولية إلا بعد انضمام خمس اتحادات رياضية وطنية إلى كل من اللجنة الأولمبية والاتحادات الدولية للألعاب الأولمبية. شارك غور ماريل كرياضي أولمبي مستقل في أولمبياد 2012، وأنهى سباق ماراثون الرجال في أولمبياد 2012 في المركز 47. كما شاركت مارغريت رومات رومار حسن كرياضية أولمبية مستقلة في دورة الألعاب الأولمبية الصيفية للشباب 2014. وبحلول عام 2015، تم الاعتراف باتحادات جنوب السودان في ألعاب القوى، كرة السلة، كرة القدم، كرة اليد، الجودو، تنس الطاولة، والتايكوندو. تأسست اللجنة الأولمبية بتاريخ 8 يونيو 2015. وبعد توصية من مجلسها التنفيذي، وافقت اللجنة الأولمبية الدولية على عضوية جنوب السودان بالإجماع خلال جلستها في كوالالمبور.

## نظرة عامة

### الألعاب الأولمبية الصيفية 2012
في 2012، لم يكن جنوب السودان قد أنشأ بعد لجانه الرياضية بما يكفي للمشاركة تحت اسمه، ولذلك شارك رياضيوه كرياضيين أولمبيين مستقلين. مثل غور ماريل البلاد كمستقل، وحل في المركز 47 في ماراثون الرجال.

### الألعاب الأولمبية الصيفية 2016

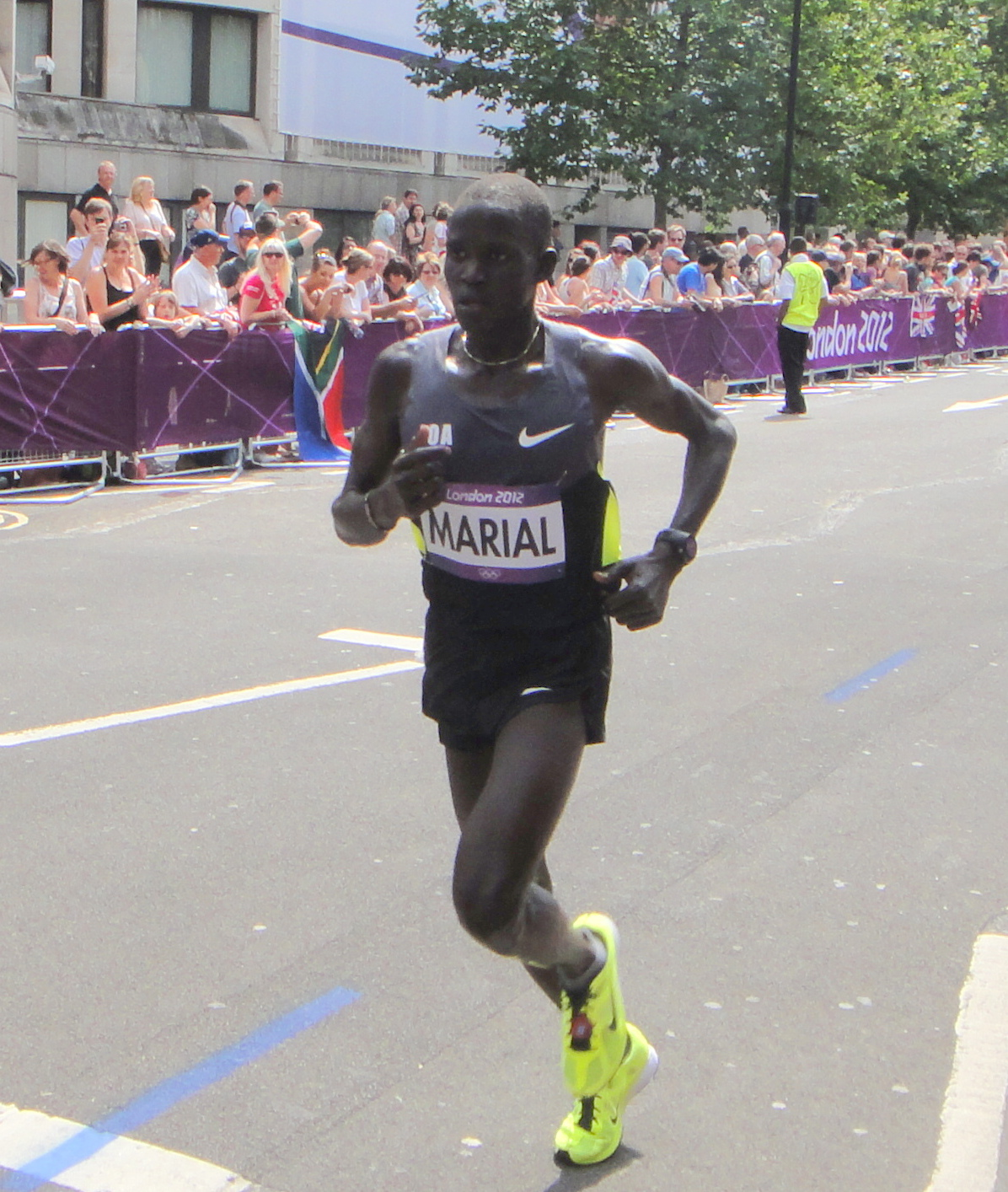
غور ماريل في ماراثون الرجال في أولمبياد لندن 2012

كانت هذه أول مشاركة رسمية، وأرسلت الدولة 3 رياضيين: سانتينو كيني في 1500 م رجال، ومارغريت حسن في 200 م سيدات، وغور ماريل في ماراثون الرجال. حل ماريل في المركز 82 بزمن 2:22:45. كيني أنهى سباقه في المركز 12 من 14 بزمن 3:45.27، ولم يتأهل. حسن جاءت أخيرة في مجموعتها لكنها سجلت أفضل رقم شخصي لها (26.99 ثانية).

### الألعاب الأولمبية الصيفية 2020
أرسل جنوب السودان رياضيًا ورياضية فقط هما أبراهام قويم ولوسيا موريس. شاركا في 800 م رجال و200 م سيدات على التوالي. قويم أنهى سباقه في المركز 13 من أصل 16 بزمن 3:40.86 ولم يتأهل. موريس جاءت في المركز السادس من أصل سبعة بزمن 25.24 ولم تتأهل أيضًا.

### الألعاب الأولمبية الصيفية 2024
أرسلت الدولة لاعبين في ألعاب القوى وفريق كرة سلة. شارك أبراهام قويم في 1500 م رجال وتأهل لجولة الإعادة، فيما لم تنه لوسيا موريس سباقها. تأهل منتخب جنوب السودان لكرة السلة للرجال بعد تصدره المنتخبات الأفريقية في كأس العالم لكرة السلة 2023. وكانت أول مشاركة لجنوب السودان في كرة السلة الأولمبية. لم يتأهل الفريق إلى ربع النهائي.

## جدول الميداليات حسب الدورة

### الميداليات حسب الألعاب الصيفية
| الدورة             | الرياضيون                                                         | ذهب                                                               | فضة                                                               | برونز                                                             | المجموع                                                           | الترتيب                                                           |
| ------------------ | ----------------------------------------------------------------- | ----------------------------------------------------------------- | ----------------------------------------------------------------- | ----------------------------------------------------------------- | ----------------------------------------------------------------- | ----------------------------------------------------------------- |
| 1960–2008          | كجزء من السودان (SUD)                                             | كجزء من السودان (SUD)                                             | كجزء من السودان (SUD)                                             | كجزء من السودان (SUD)                                             | كجزء من السودان (SUD)                                             | كجزء من السودان (SUD)                                             |
| 2012 لندن          | كجزء من الرياضيون الأولمبيون المستقلون في الألعاب الأولمبية (IOA) | كجزء من الرياضيون الأولمبيون المستقلون في الألعاب الأولمبية (IOA) | كجزء من الرياضيون الأولمبيون المستقلون في الألعاب الأولمبية (IOA) | كجزء من الرياضيون الأولمبيون المستقلون في الألعاب الأولمبية (IOA) | كجزء من الرياضيون الأولمبيون المستقلون في الألعاب الأولمبية (IOA) | كجزء من الرياضيون الأولمبيون المستقلون في الألعاب الأولمبية (IOA) |
| 2016 ريو دي جانيرو | 3                                                                 | 0                                                                 | 0                                                                 | 0                                                                 | 0                                                                 | –                                                                 |
| 2020 طوكيو         | 2                                                                 | 0                                                                 | 0                                                                 | 0                                                                 | 0                                                                 | –                                                                 |
| 2024 باريس         | 14                                                                | 0                                                                 | 0                                                                 | 0                                                                 | 0                                                                 | –                                                                 |
| 2028 لوس أنجلوس    | حدث مستقبلي                                                       | حدث مستقبلي                                                       | حدث مستقبلي                                                       | حدث مستقبلي                                                       | حدث مستقبلي                                                       | حدث مستقبلي                                                       |
| 2032 بريزبان       | حدث مستقبلي                                                       | حدث مستقبلي                                                       | حدث مستقبلي                                                       | حدث مستقبلي                                                       | حدث مستقبلي                                                       | حدث مستقبلي                                                       |
| المجموع            | 0                                                                 | 0                                                                 | 0                                                                 | 0                                                                 | –                                                                 |                                                                   |

## حاملو العلم
| الدورة             | الرياضي      | الرياضة                                       | ملاحظات |
| ------------------ | ------------ | --------------------------------------------- | ------- |
| 2016 ريو دي جانيرو | غور ماريل    | ألعاب القوى في الألعاب الأولمبية الصيفية 2016 | [ 15 ]  |
| 2020 طوكيو         | أبراهام قويم | ألعاب القوى في الألعاب الأولمبية الصيفية 2020 | [ 15 ]  |
| 2020 طوكيو         | لوسيا موريس  | ألعاب القوى في الألعاب الأولمبية الصيفية 2020 | [ 15 ]  |
| 2024 باريس         | كواني كواني  | كرة السلة في الألعاب الأولمبية الصيفية 2024   | [ 16 ]  |
| 2024 باريس         | لوسيا موريس  | ألعاب القوى في الألعاب الأولمبية الصيفية 2024 | [ 16 ]  |